# Триумф

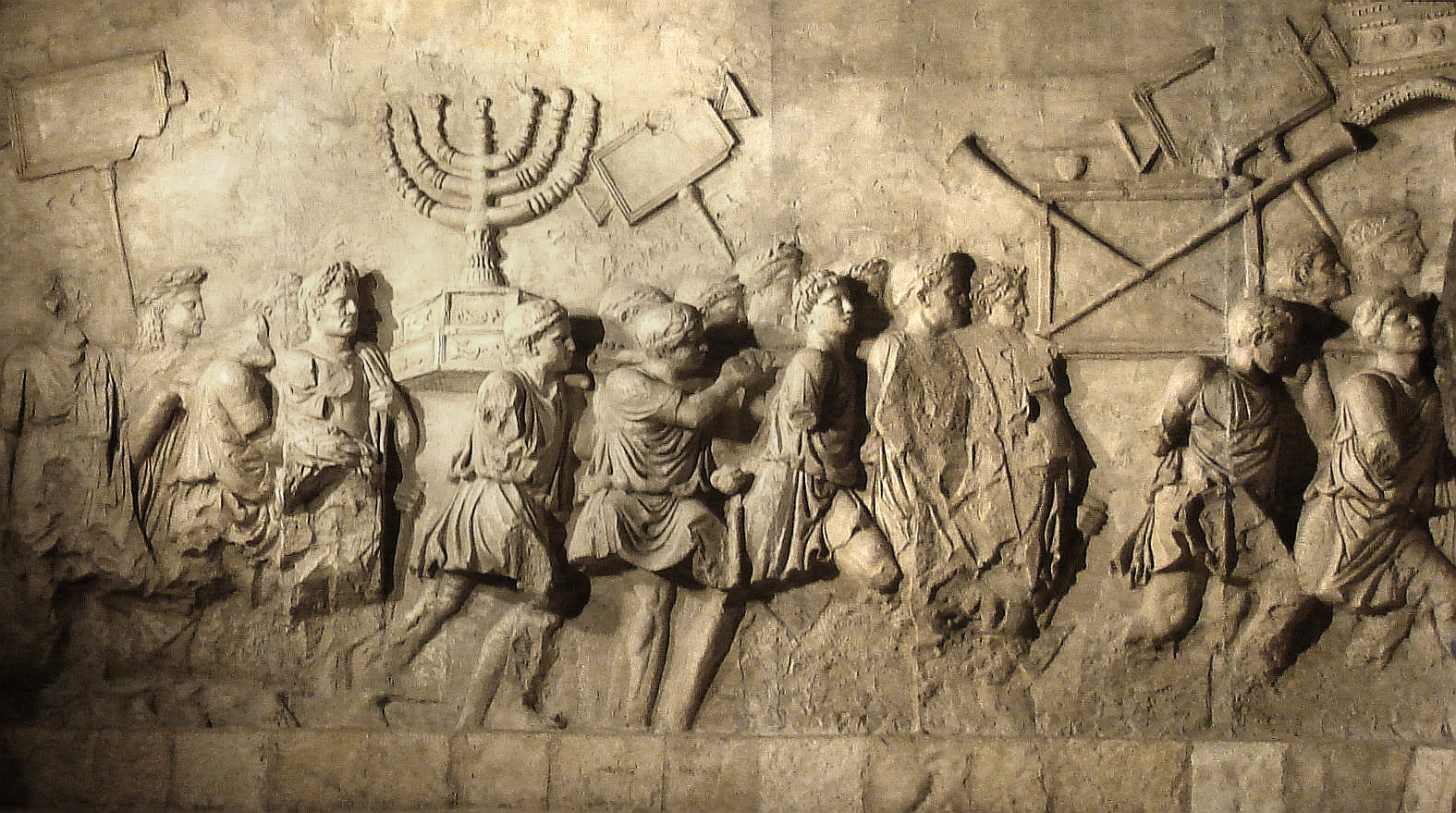
Триумф Тита после победы над иудеями. Арка Тита (I в.)

Триумф (лат. triumphus) в Риме — торжественное вступление в столицу победоносного полководца и его войска. Триумф выработался постепенно из простого вступления в город возвращавшихся по окончании войны солдат и из обычая военачальников приносить благодарение богам, даровавшим победу. С течением времени триумф стал допускаться лишь при наличии целого ряда условий.

## Описание
Триумф считался высшей наградой военачальнику, которой мог удостоиться лишь тот, кто имел империй и вёл войну в качестве главнокомандующего, не подчиняясь власти другого полководца. Триумф могли получать как обыкновенные магистраты (консулы, преторы, проконсулы и пропреторы), так и диктаторы и лица, получавшие высшее командование в силу особого народного постановления (лат. imperium extraordinarium). Триумф определялся сенатом, но иногда, если сенат отказывал в триумфе, военачальнику удавалось получить его в силу постановления народного собрания, как это было, например, с диктатором Марцием Рутилом (первым из плебеев).

## Условия
Триумф давался лишь по окончании войны (бывали и исключения), и притом такой, которая сопровождалась тяжким поражением врагов. Существовало правило давать триумф лишь в том случае, если было убито не менее пяти тысяч врагов. Полководец, добивавшийся триумфа, ждал решения вопроса, будет ли ему дарован триумф, находясь вне городской черты, ввиду того, что вступление в город магистрата, не сложившего ещё imperium, не допускалось. Поэтому и сенат собирался в таком случае за городом, на Марсовом поле, обыкновенно в храме Беллоны или Аполлона, и там выслушивал полководца. В силу специального закона, триумфаторы получали на день своего триумфа imperium в городе.

## Церемониал и значение
В день, назначенный для триумфа, участвовавшие в нём собирались рано утром на Марсовом поле, где в общественном здании (лат. villa publica) пребывал в это время триумфатор. Последний облачался в особый роскошный костюм, подобный одеянию статуи Юпитера Капитолийского. Он надевал вышитую пальмовыми ветвями тунику (лат. tunica palmata), украшенную золотыми звёздами пурпуровую тогу (лат. toga picta), позолоченную обувь, в одну руку брал лавровую ветвь, в другой держал богато украшенный скипетр из слоновой кости с изображением орла наверху; на голове его был лавровый венок.

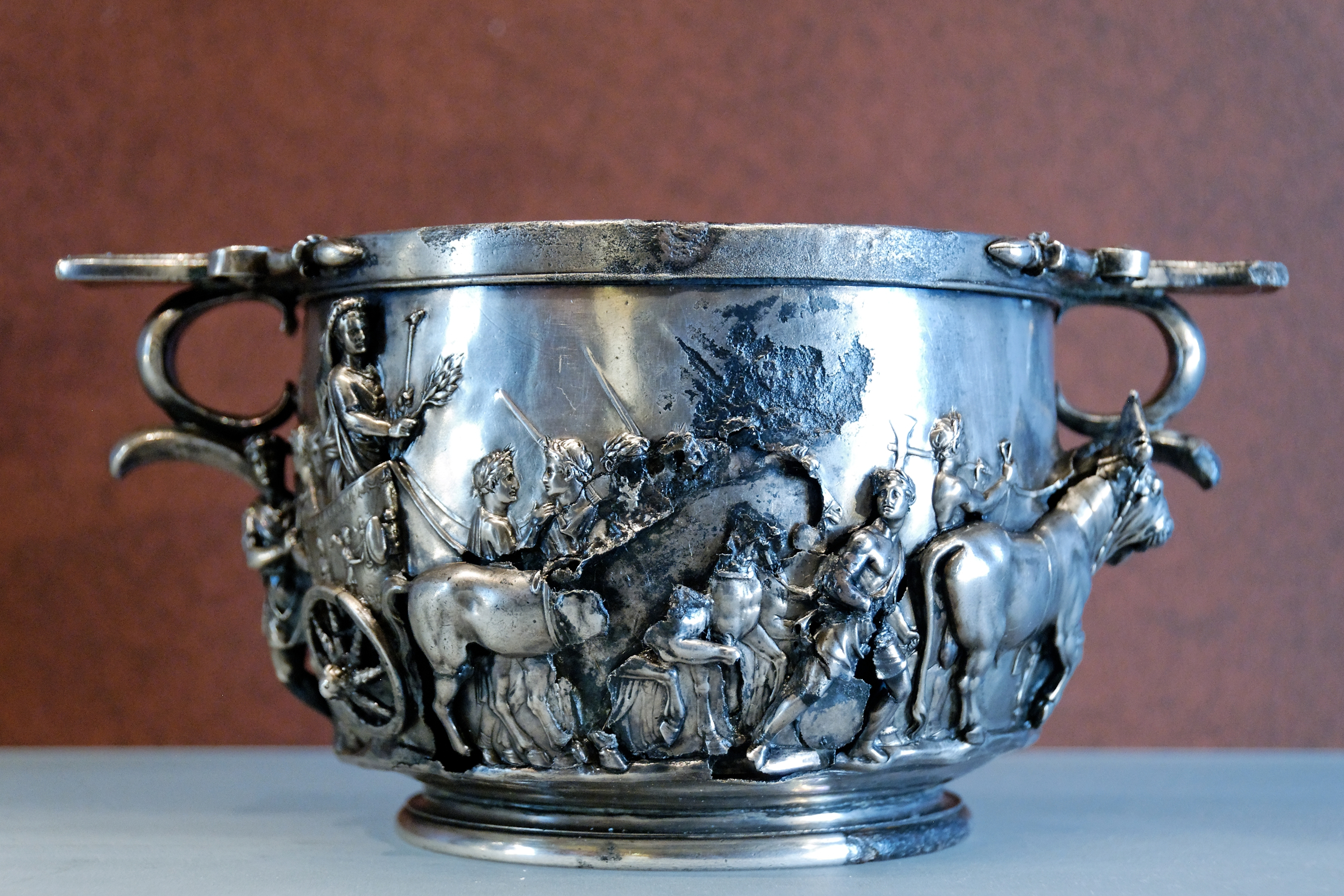
Серебряный скифос c изображением триумфа Тиберия (конец I в. до н. э. — начало I в. н. э.). Лувр

Триумфатор ехал, стоя на круглой позолоченной квадриге. Когда Марк Фурий Камилл впервые запряг во время своего триумфа белых коней, это было встречено в публике ропотом, но впоследствии белые кони во время триумфа стали обыкновенными. Вместо лошадей иногда впрягались слоны, олени и другие животные. Триумфальная колесница составляла центр всего шествия, которое открывалось сенаторами и магистратами. Сзади шли музыканты (трубачи). Для публики, теснившейся по всему длинному пути процессии в праздничных костюмах, с венками из цветов и зелени в руках, особенный интерес представляла та часть шествия, в которой победитель старался блеснуть многочисленностью и богатством захваченной военной добычи.
В древнейшую эпоху, пока Рим вёл войны со своими бедными соседями, добыча была проста: главную часть её составляло оружие, скот и пленники. Но когда Рим стал вести войны в богатых культурных странах Востока, победители привозили иногда так много добычи, что приходилось растягивать триумф на два, три дня. На особых носилках, на колесницах или просто в руках, несли и везли множество оружия, вражеские знамёна, впоследствии также изображения взятых городов и крепостей и разного рода символические статуи, затем таблицы, на которых были надписи, свидетельствовавшие о подвигах победителя или объяснявшие значение проносимых предметов. Иногда тут же были произведения завоёванных стран, редкие звери и т. п. Часто несли драгоценную утварь, золотую и серебряную монету в сосудах и драгоценные металлы не в деле, иногда в громадных количествах.
Культурные страны, особенно Греция, Македония и другие местности, где утвердилась эллинистическая образованность, давали для триумфа много художественных сокровищ, статуй, картин и т. п. Неслись также золотые венки, поднесённые победителю разными городами. Во время триумфа Эмилия Павла их было около 400, а во время триумфов Юлия Цезаря над Галлией, Египтом, Понтом и Африкой — около 3000. Жрецы и юноши сопровождали белых жертвенных быков с позолоченными рогами, украшенных гирляндами. Особенно ценное украшение триумфа составляли в глазах римских полководцев знатные пленники: побеждённые цари, их семейства и помощники, вражеские военачальники. Некоторых из пленников во время триумфа убивали, по приказу триумфатора, в особой тюрьме, лежавшей на склоне Капитолия. В древнейшую эпоху такое избиение пленных было обычным и, вероятно, имело первоначально характер человеческой жертвы, но можно указать примеры и из поздней эпохи: так погибли Югурта и противник Цезаря в Галлии Верцингеторикс. Перед триумфатором шли ликторы с фасциями, обвитыми лавром; скоморохи увеселяли толпу.

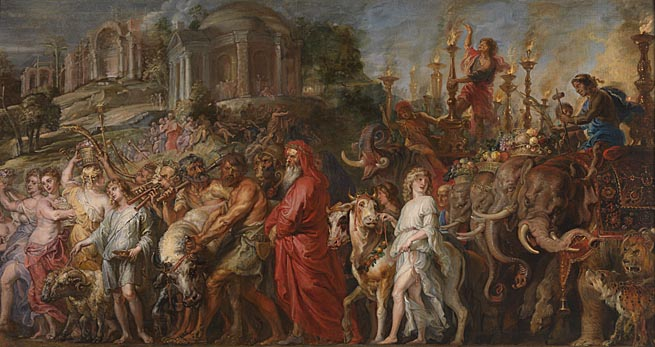
П. П. Рубенс. Римский триумф (ок. 1630). Национальная галерея

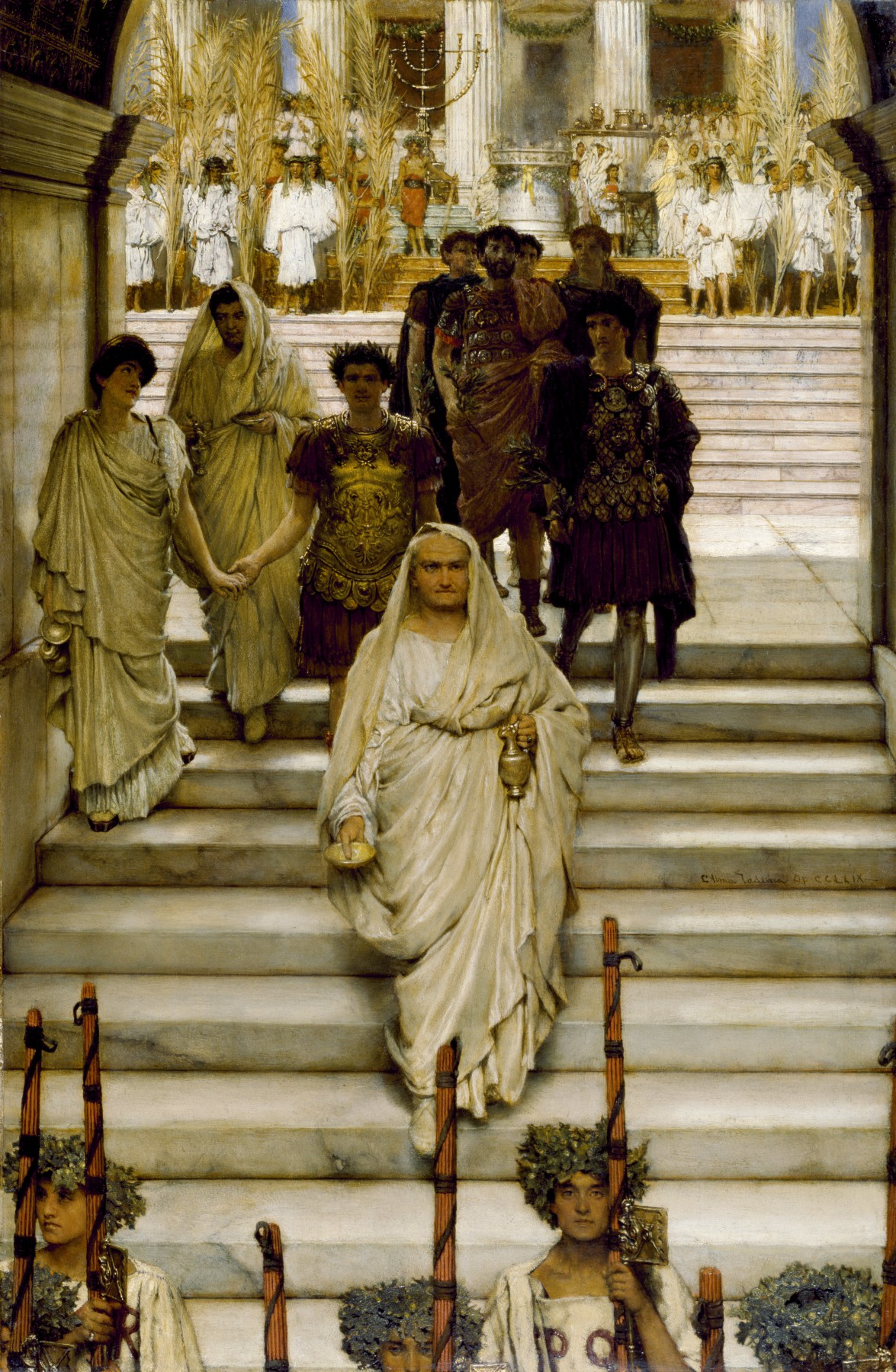
Лоуренс Альма-Тадема. Триумф Тита

Триумфатора окружали дети и другие родственники, за ними стоял государственный раб, державший над его головой золотой венок. Раб время от времени напоминал триумфатору, что тот всего лишь смертный (memento mori), и ему не следует слишком гордиться. За триумфатором двигались его помощники, легаты и военные трибуны верхами; иногда за ними шли освобожденные триумфатором из плена граждане, совершали шествие солдаты в полном убранстве, со всеми наградами, которые они имели. Они восклицали «io triumphe- Я торжествую» и пели импровизированные песни, в которых иногда осмеивали недостатки самого триумфатора. Начинаясь на Марсовом поле, подле триумфальных ворот, шествие проходило через два наполненных народом цирка (Фламиниев и Большой, Maximus), затем по Via Sacra через форум поднималось на Капитолий. Там триумфатор посвящал Юпитеру лавры фасц и приносил пышную жертву. Затем шло угощение магистратов и сенаторов, часто солдат и даже всей публики; для последней устраивались ещё игры в цирках. Иногда полководец давал публике и подарки. Подарки солдатам были общим правилом и достигали иногда значительных сумм (так, солдаты Цезаря получили по пяти тысяч денариев).
Лица, получившие триумф, имели право и впоследствии в праздники носить триумфальное одеяние. В императорский период триумфы сделались исключительным достоянием самих императоров, что объяснялось как нежеланием последних давать своим подданным эту высшую почесть, так и тем обстоятельством, что император считался главнокомандующим всеми военными силами империи, и, следовательно, военачальникам этого периода недоставало одного из основных условий для получения триумфа — права вести войну «suis auspiciis». Сохранив триумф лишь для себя и иногда для своих ближайших родственников, императоры стали давать другим полководцам взамен триумфа лишь право надевать в торжественных случаях триумфальное одеяние (лат. ornamenta, insignia triumphalia) и ставили статуи победителей среди статуй триумфаторов. Менее важную и торжественную форму триумфа представляла так называемая «овация».

## Многократные триумфаторы
Полный список триумфаторов в истории Рима не известен. В таблице ниже представлен список известных многократных триумфаторов.
| №   | Триумфатор                 | Года                                             | Триумф | Овация | Всего |
| --- | -------------------------- | ------------------------------------------------ | ------ | ------ | ----- |
| 1   | Гай Юлий Цезарь            | 46 (4 триумфа подряд), 45 (овация)               | 5      | 1      | 6     |
| 2   | Октавиан Август            | 40, 36 (овации), 29 (3 триумфа подряд)           | 3      | 2      | 5     |
| 3-4 | Марк Валерий Корв          | 345, 343, 334, 301                               | 4      |        | 4     |
| 3-4 | Марк Фурий Камилл          | 396, 390, 389, 367                               | 4      |        | 4     |
| 5   | Маний Курий Дентат         | 290, 290 (2 триумфа за год), 286/5 (овация), 274 | 3      | 1      | 4     |
| 6-8 | Гней Помпей Великий        | 80, 71, 61                                       | 3      |        | 3     |
| 6-8 | Квинт Фабий Максим Руллиан | 321, 309, 295                                    | 3      |        | 3     |
| 6-8 | Луций Папирий Курсор       | 323, 319, 309                                    | 3      |        | 3     |
| 7   | Марк Клавдий Марцелл       | 222, 211 (неофициальный триумф), 211 (овация)    | 2      | 1      | 3     |